# كورنيليوس إدواردز
كورنيليوس إدواردز (بالإنجليزية: Cornelius Boza Edwards)‏ مواليد 27 مايو 1956 في كامبالا، هو ملاكم أوغندي يصنف ضمن فئة وزن الوسط. حقق بطولة المجلس العالمي للملاكمة.

## إحصائيات
خاض خلال مسيرته 53 نزالا، فاز في 45 وتعادل في 1 وخسر في 7. فاز بالضربة القاضية في 34 نزالا.

## روابط خارجية
- كورنيليوس إدواردز على موقع بوكس ريك (الإنجليزية) (registration required)
- كورنيليوس إدواردز على موقع أوليمبيديا (الإنجليزية)